# 4122 Ферари
4122 Ферари (енгл. 4122 Ferrari) је астероид главног астероидног појаса са средњом удаљеношћу од Сунца која износи 2,557 астрономских јединица (АЈ).
Апсолутна магнитуда астероида је 12,3.